# Cléber Luis Alberti
Cléber Luis Alberti, noto semplicemente come Cléber (Palmital, 20 agosto 1982), è un ex calciatore brasiliano, di ruolo portiere.

## Palmarès

### Club
- Campionato Paranaense: 2

Atlético Paranaense: 2001, 2002
- Campionato Pernambucano: 3

Santa Cruz: 2005
Sport Recife: 2007, 2008
- Coppa del Brasile: 1

Sport Recife: 2008